# Fabrizia Pons
Fabrizia Pons (26 de junio de 1955) es una excopiloto y expiloto de rally italiana que compitió en el Campeonato Mundial de Rally entre 1978 y 1998. Compitió en el mundial como piloto en una prueba y como copiloto en 64 y es junto a Jean-Claude Lefebvre la única persona que ha sumado puntos para el campeonato mundial tanto como piloto como copiloto. También participó en el Rally Dakar en cinco ocasiones junto a los pilotos Jutta Kleinschmidt, con quien fue tercera en 2005, y Ari Vatanen.
Como piloto participó en el Rally de San Remo de 1978 junto a la copiloto Grabriella Zappia en un Opel Kadett GT/E de grupo 1 logrando la novena posición. Al año siguiente inició su carrera como copiloto debutando en el Rally de Gran Bretaña con el italiano Luigi Battistoli en un Fiat 131 Abarth. En 1981 formó equipo con la francesa Michèle Mouton, con la que compitió hasta 1986 y logró cuatro victorias y el subcampeonato en 1982. Posteriormente corrió también con Ari Vatanen en 1994 y con Piero Liatti entre 1996 y 1998, con el que logró su quinta y última victoria.

## Palmarés

### Victorias en el Campeonato Mundial de Rally
| N.º | Año  | Rally                    | Piloto         | Automóvil          |
| --- | ---- | ------------------------ | -------------- | ------------------ |
| 1.  | 1981 | 23.º Rally de San Remo   | Michèle Mouton | Audi Quattro       |
| 2.  | 1982 | 16.º Rally de Portugal   | Michèle Mouton | Audi Quattro       |
| 3.  | 1982 | 29.º Rally Acrópolis     | Michèle Mouton | Audi Quattro       |
| 4.  | 1982 | 4.º Rally de Brasil      | Michèle Mouton | Audi Quattro       |
| 5.  | 1997 | 65.º Rally de Montecarlo | Piero Liatti   | Subaru Impreza WRC |

## Resultados como copiloto

### Rally Dakar
| Año     | Categoría | Vehículo   | Piloto             | Posición | Etapas |
| ------- | --------- | ---------- | ------------------ | -------- | ------ |
| 2003    | Coches    | Volkswagen | Jutta Kleinschmidt | 8.º      | -      |
| 2004    | Coches    | Volkswagen | Jutta Kleinschmidt | 17.º     | 1      |
| 2005    | Coches    | Volkswagen | Jutta Kleinschmidt | 3.º      | 1      |
| 2006    | Coches    | Volkswagen | Jutta Kleinschmidt | Ret.     | -      |
| 2007    | Coches    | Volkswagen | Ari Vatanen        | Ret.     | -      |
| Fuente: |           |            |                    |          |        |